# Тарханкутская пещера
Тарханкутская пещера (укр. Тарханкутська печера, крымскотат. Tarhan Qut qobası, Тархан Къут къобасы) — карстовая полость (пещера) на побережье Чёрного моря в Крыму.

## География
Тарханкутская пещера расположена в южной части Тарханкутского полуострова в границах Равнинно-Крымской карстовой области. Протяжённость — 150 м.
Образована в неогеновых органогенно-детритусовых известняках. Вход в пещеру расположен в небольшой бухте на мысе Большой Атлеш. В четкообразном туннеле, подтопленном морем, есть 4 зала, соединённые узкими проходами. Пещера имеет подводное продолжение, являя собой часть разрушенной абразией карстовой системы. Встречаются небольшие сталактиты, водно-механические отложения.

## Исследования
Тарханкутская пещера исследована в 1964 году Комплексной карстовой экспедицией.